# Pesquisa psicanalítica
Pesquisa psicanalítica consiste na avaliação das proposições de pesquisa ou investigação, que é um processo sistemático para a construção do conhecimento, que neste caso é a teoria psicanalítica. A expressão "pesquisa psicanalítica" é a tradução de "psychoanalytische Forschung". De acordo com Sigmund Freud (1856-1939), psicanálise é o nome de  a um procedimento para a investigação de processos mentais que são quase inacessíveis por qualquer outro modo e simultaneamente um método (baseado nessa investigação) para o tratamento de distúrbios neuróticos.
A expressão "pesquisa psicanalítica" que, para Freud, é "psychoanalytische Forschung" aparece em Lacan com o nome de "recherche psychanalytique". Nessa perspectiva, mantendo fidelidade pesquisadora a Freud e Lacan devemos eticamente empregar a expressão "pesquisa psicanalítica", pois, a expressão pesquisa em psicanálise não diferencia o que é pesquisa psicanalítica de outra pesquisa qualquer. De fato, muitos pesquisadores que se acham pesquisadores psicanalíticos somente pelo fato de fazerem pesquisas psicológicas, sociológicas, antropológicas, filosóficas, teológicas, psiquiátricas, etc, no campo da psicanálise, não chegam, por essa escolha, a produzirem pesquisas psicanalíticas.

## Metodologia de pesquisa
A pesquisa psicanalítica define-se não somente pelo objeto da pesquisa, mas também pelo método como esse objeto é pesquisado. Assim sendo, o método não pode ser outro a não ser o método psicanalítico que, iniciado como método clínico e incipiente método científico por Freud, foi elevado a método científico por Lacan.
Herrmann (2004) caracteriza a pesquisa psicanalítica como o procedimento de investigação criado pela psicanálise, justificado pois "cada grande teoria constituída cria seu procedimento de investigação – em certos casos, como o nosso, que também se presta a intervenções – no qual, por assim dizer, esta se encarna em forma concentrada".
Iribarry (2003) destaca: "A pesquisa psicanalítica marca sua diferença em relação às demais abordagens pelo menos em dois pontos fundamentais: primeiro, porque ela não inclui em seus objetivos a necessidade de uma inferência generalizadora, seja para a amostra ou para a população, pois seus resultados modificam a maneira como os pesquisadores da comunidade psicanalítica irão demarcar sua posição em relação aos novos sentidos produzidos pelo texto que torna a pesquisa pública; segundo, porque suas estratégias de análise de resultados não trabalham com o signo, mas sim com o significante".

### Psicanálise & ciência
As questões sobre a cientificidade da psicanálise, sem dúvida decorrem das limitações da metodologia experimental para aplicação nas suas principais hipóteses. Por questões, sobretudo éticas, é praticamente impossível estabelecer uma pesquisa com a metodologia de caso – controle e ou duplo cego, muito menos desenhos experimentais com variáveis dependentes e intervenientes Contudo Freud nunca abandonou seu propósito de fazer com que a psicanálise fosse reconhecida como ciência. No texto emque discute a possibilidade do ensino da Psicanálise nas universidades afirma que:
Na investigação dos processos mentais e das funções do intelecto, a psicanálise segue o seu próprio método específico. A aplicação desse método não está de modo algum confinada ao campo dos distúrbios psicológicos, mas estende-se também à solução de problemas da arte, da filosofia e da religião.
Por outro lado é comum em nossos dias a afirmação de que a psicanálise não é uma ciência, por não usar o método científico moderno, não aceitando sua falseabilidade. Observe-se porém que Tanto a psicologia quanto a psicanálise necessitam teorias produzidas fora de si mesmas para se afirmarem como disciplinas científicas. Ambas se fundamentam no método clínico enquanto derivadas da psicopatologia ou sistemas de classificação das doenças mentais, bem caracterizados por Foucault em sua história da loucura na época clássica  A psicologia científica buscou respaldo em modelos experimentais a partir da proposições de Wilhelm Wundt (1832-1920) e sobretudo do behaviorismo proposto por John B. Watson (1878-1958). Atualmente cada vez mais tem se afirmado como uma ciência interdisciplinar. Jean Piaget (1896-1980) no verbete para Enciclopédia Britânica, coloca qua a psicologia estabelece relações como a biologia e sociologia, sendo mais próxima da biologia 
A psicanálise por sua vez além da metodologia clínica, e hipótese da gênese infantil da doença mental, explorou os estudos da infância, destacando as contribuições Anna Freud (1895-1982), Melanie Klein (1882-1960) e especialmente René Spitz (1887-1974) explorando a continuidade do desenvolvimento embrionário com o primeiro ano de vida  além das relações com a etologia e a Estampagem (Imprinting)  com o dissidente John Bowlby (1907-1990) 
Podem ser citadas ainda as relações da psicanálise com a antropologia que abrange uma série de trabalhos do próprio Freud (ver verbete específico antropologia e psicanálise) merece destaque as discussões sobre a universalidade do incesto conduzida pelo antropólogo Claude Lévi-Strauss (1908-2009) no livro "As estruturas elementares do parentesco"; as relações com a linguística e literatura onde sem dúvida destacam-se as contribuições de Jacques Lacan (1901-1981); e mais recentemente a neuropsicanálise paradoxalmente, "retomando" os antigos trabalhos de Freud sobre drogas e neurologia a partir neurociência moderna 